# SARI
SARI（サリ）は、日本の女性シンガーソングライター。

## 概要
愛知県を中心に活動するインディーズ女性シンガーソングライター。2012年3月、インディーズレーベルStudio SoCoから楽曲『星が照らすキミ feat.SARI』でデビューする。
楽曲が発売された当時、愛知・岐阜・三重内で、ヒップホップ、R&B等ジャンル内で最も話題を呼んでいたと言われているCLUBイベント『FLY AND FLASHY』に過去出演していたアーティストとしても知られている。

## ディスコグラフィ

### 配信
- 『星が照らすキミ feat.SARI』（2012年3月7日）